# آني مالوني
آني مالوني (4 مارس 1989 - ) (بالإنجليزية: Annie Maloney)‏ هي لاعبة كريكت أسترالية.

## وصلات خارجية
- آني مالوني على موقع إي آس بي آن كريك إنفو (الإنجليزية)